# 藤原成房
藤原 成房（ふじわら の なりふさ/なりのぶ）は、平安時代中期の貴族。藤原北家、権中納言・藤原義懐の三男。官位は従四位上・右近衛権中将。

## 経歴
数え年5歳の寛和2年（986年）に寛和の変が発生。成房の従兄弟に当たる花山天皇の後を追って、父の権中納言・藤原義懐が出家している。
長徳2年（996年）正月に従五位上・筑前権守に叙任されるが、同年に発生した長徳の変で左遷された藤原伊周の名を避けるためか、6月に成周（なりちか）から成房（なりふさ/なりのぶ）に改名している。のち、右兵衛佐・近衛少将と武官を歴任。
長保2年（1000年）7月下旬から9月初旬にかけて中宮・藤原彰子が中宮権亮・源則忠の堀川邸に滞在し、則忠に家主の功労として叙位がなされることとなったが、則忠自身からこの邸宅は既に成房の所領となっており成房を加叙すべきとの申し出があり、成房が昇叙される。このことから既に成房は源則忠の娘と結婚していたと想定される。
この頃、成房は病により白川にある寺に住んでおり、昇叙の連絡の使者もこの寺に遣わされた。さらに同年12月の皇后・藤原定子の崩御をきっかけに出家を志して、既に出家していた父・義懐が住んでいた比叡山の飯室を訪れるが、父の説得（既に子息の2人を仏門に入れているため1人は朝廷に仕えることで仏法の御利益が衆生に広まるよう務めること、義懐自身の存命中は出家を思いとどまること）や、藤原行成と源成信からの激励により思いとどまり、翌月の長保3年（1001年）正月に藤原行成に連れられて帰京する
同年3月には左大臣・藤原道長から近衛中将の任官打診を受けた藤原行成が同職を譲る形で、成房が右近衛権中将に任ぜられる。
しかし、翌長保4年（1002年）2月2日に飯室にて出家。今回は前年末の東三条院の崩御に伴う忌中と当時発生していた花山院の懊悩危急が出家の原因とみられるが、前回成房を激励説得したはずの源成信は成房が帰京した翌月である長保3年2月3日夜に電撃的に出家してしまっていたため、行成の説得も奏効しなかった。この時の年齢は21歳。最終官位は右近衛権中将従四位上。法名は素覚。
没年は不詳であるが、寛弘5年（1008年）の花山院崩御の際に、父や兄弟と共に入棺の奉仕を行ったことや、寛弘8年（1011年）に行成が成房と共に鴨院を参詣し夜通し語り合った旨の記事が『権記』に見られる。

## 人物
長徳4年（998年）および長徳5年（999年）の石清水臨時祭試楽の舞人に選抜され、また長保3年（1001年）の東三条院の四十の御賀の試楽でも舞人を務めるなど、舞楽の心得があったと想定される。
従兄弟に当たる藤原行成や源成信と交流があり、行成の日記『権記』等にともに行動した記事が多数見られる。

## 官歴
注記のないものは『権記』による。
- 長徳2年（996年） 正月10日：従五位上（花山院御給）[14]。正月25日：筑前権守[15]。6月17日：成房に改名[16]。
- 長徳3年（997年） 3月18日：見右兵衛佐[17]。長徳2年8月から藤原兼隆が右兵衛佐を務めており[18]、兼隆が少将に任じられた長徳3年正月28日に、成房が後任として右兵衛佐に任じられたと思われる。
- 長徳4年（998年） 10月23日?：左近衛少将[注釈 3]
- 長保2年（1000年） 正月25日?：従四位下[20]。2月2日：還昇。9月8日：昇叙（従四位上か）
- 長保3年（1001年） 3月18日：右近衛権中将
- 長保4年（1002年） 2月2日：出家（右近衛権中将従四位上）

## 系譜
- 父：藤原義懐
- 母：藤原為雅の娘
- 妻：源則忠の娘[21]
  - 女子：大江定経室